# 江口摩吏介
江口 摩吏介（えぐち まりすけ、1957年3月1日 - ）は、日本のアニメーター、キャラクターデザイナー、アニメーション監督。長崎県出身。株式会社BILBAの代表取締役。

## 略歴
1978年、グループ・タックにアニメーターとして入社。後に師匠として仰ぐ杉井ギサブロー、前田庸生と出会い映画作りの本質を学ぶ。1982年長編劇場アニメーション『銀河鉄道の夜』のキャラクターデザイン、作画監督として抜擢される。クレジットは「作画」となっているが、これは当時江口の周りにいたベテランたちを差し置いて、わずか25歳という若さで長編デビューしたことに対する配慮であり、併記されている猿山二郎は動画検査の大ベテランである。
1985年に公開した『銀河鉄道の夜』は、100万人を動員する大ヒットを記録した。
1990年グループ・タックを出てフリーランスとなり、『ストリートファイターII V』の作画監督や『ルパン三世 DEAD OR ALIVE』のキャラクターデザイン、総作画監督など多くの劇場作品の中核をなす。
1999年、手塚治虫原作『陽だまりの樹』のキャラクターデザイン・総作画監督を務める。この頃から、作品ごとにめまぐるしく入れ替わってゆくスタッフ達を見て、「このままでは自分が杉井ギサブローや前田庸生から学んだものづくりの考え方を新しい世代に継がせていくことができない」という危機感を抱き始める。
2002年、グループ・タックに戻り、「劇場長編を作れるスタッフ」を育てるべく、何も知らない新人アニメーターを一から育て始めた。2003年に制作が始まった劇場長編『あらしのよるに』では、自らが一年間育て上げた弟子を中心とした作画チームによって、これを完成させた。2005年に公開した『あらしのよるに』は観客動員数120万人を超える大ヒットとなった。
2007年、宮沢賢治作品第二弾として、『グスコーブドリの伝記』の制作が始まる。しかし、2010年夏にグループ・タックが倒産。『グスコーブドリの伝記』は制作中断となる。しかし江口と江口が育てたスタッフ達は解散せず、ブドリが再開することを信じ、その時を待った。
そして約半年後の2011年初春、手塚プロダクションにて制作が再開する。ここから約一年間、新座の手塚プロダクション第一スタジオで『グスコーブドリの伝記』を制作する。
2012年春『グスコーブドリの伝記』完成と同時に自ら育てたスタッフと共に創作集団、株式会社BILBAを設立した。

## 参加作品

### テレビアニメ
- タッチ（1985年、作画監督）
- 陽あたり良好（1986年、作画監督）
- キテレツ大百科（1988年、作画監督）
- まんが日本昔ばなし（1991～1993、キャラクターデザイン・作画監督・演出）
- 3丁目のタマ うちのタマ知りませんか?（1994年、作画監督）
- ストリートファイターII V（1995年、総作画監督）
- ルパン三世 トワイライト☆ジェミニの秘密（1996年、総作画監督）
- MASTERキートン（1998年、作画監督）
- Petshop of Horrors（1998年、作画監督）
- タッチ Miss Lonely Yesterday あれから君は…（1998年、作監協力）
- 陽だまりの樹（1999～2000年、キャラクターデザイン・総作画監督）
- タッチ CROSS ROAD〜風のゆくえ〜（2001年、作画監督）
- サイボーグ009（2001～2002、絵コンテ）
- キャプテン翼（2001～2002、総作画監督）
- 爆闘宣言ダイガンダー（2002、絵コンテ）
- トキ 大阪夏の陣（2003、キャラクターデザイン・作画監督・演出）

### 劇場アニメ
- 銀河鉄道の夜（1985年、キャラクターデザイン・作画監督）
- 11ぴきのねことあほうどり（1985年、キャラクターデザイン・作画監督）
- タッチ 背番号のないエース（1986年、原画）
- タッチ2 さよならの贈り物（1986年、作画監督）
- タッチ3 君が通り過ぎたあとに -DON'T PASS ME BY-（1987年、作画監督）
- ああ五郎（1989年、キャラクターデザイン・作画監督）
- 走れ!白いオオカミ（1990年、作画監督）
- それいけ!アンパンマン 恐竜ノッシーの大冒険（1993年、原画）
- ストリートファイターII（1994年、作画監督）
- ルパン三世 DEAD OR ALIVE（1996年、キャラクターデザイン・総作画監督）
- あらしのよるに（2005年、キャラクターデザイン・総作画監督）
- シナモン the Movie（2007年、キャラクターデザイン・総作画監督・演出）
- グスコーブドリの伝記（2012年、キャラクターデザイン・総作画監督・アニメーション演出）
- さよなら、ティラノ（2021年、キャラクター原案・プロダクションデザイナー・アニメーション監督・絵コンテ）

### OVA
- のぞみウィッチィズ（1992年、キャラクターデザイン・作画監督）
- おれたちのビー玉（1993年、キャラクターデザイン、作画監督）
- 火聖旅団 ダナサイト999.9（1998年、キャラクターデザイン）
- 名前…それは燃えるいのち（2006年、キャラクターデザイン）
- ワイルド・バード・シンフォニー（2007年、キャラクターデザイン・総作画監督）
- いわたくんちのおばあちゃん（2009年、監督・キャラクターデザイン）